# Grünerløkka
Grünerløkka er en administrativ bydel i Oslos østkant. Bydelen har 63.871 indbyggere (2022) og et areal på 4,8 km².
Bydelen består af strøgene Grünerløkka, Foss, Sofienberg, Rodeløkka, Dælenenga, Carl Berner, dele af Tøyen, Hasle, Keyserløkka, Sinsen, Rosenhoff og Løren.

## Parker og pladser
- Birkelunden, mellem Toftes gate og Thorvald Meyers gate øverst på Grünerløkka
- Grünerhagen park, ved Nedre Foss nær Akerselva
- Olaf Ryes plass, mellem Markveien og Thorvald Meyers gate midt på Grünerløkka
- Paulus plass, vest for Paulus kirke ved Birkelunden
- Schous plads, mellem Toftes gate og Thorvald Meyers gate nederst på Grünerløkka
- Theodor Kittelsens plass, ved Nybrua nær Akerselven
- Alexander Kiellands plass, ved Uelands gate og Waldemar Thranes gate
- Johan Sverdrups plass, langs Christian Michelsens gate på Dælenenga
- Hallénparken
- Bülow Hanssens plass, nord for Carl Berners plads langs Trondheimsveien
- Sinsen friområde
- Sofienbergparken, afgrænset af Trondheimsveien, Helgesens gate, Toftes gate og Sofienberggata
- Hasleparken